# Dune, deuxième partie
Pour les articles homonymes, voir Dune (homonymie) et Dune 2.
Série Dune
Dune
(2021) Dune, troisième partie
(2026)
Pour plus de détails, voir Fiche technique et Distribution.
Dune, deuxième partie (Dune: Part Two) est un film de science-fiction américano-canadien coécrit et réalisé par Denis Villeneuve, sorti en 2024.
Il s'agit de l'adaptation du roman Dune de Frank Herbert et de la suite de Dune, première partie du même réalisateur, sorti en 2021.
Paul Atréides (Timothée Chalamet), seul survivant avec sa mère de la Maison Atréides, se joint au peuple autochtone et réprouvé d'Arrakis, les Fremen, tout en fomentant sa revanche contre ceux qui ont assassiné son père et détruit sa famille. Alors qu'il doit faire un choix entre son amour pour la Fremen Chani et l'accomplissement de sa vengeance, il essaiera de tout faire pour reconquérir le pouvoir sans déclencher une abominable guerre sainte que ses visions du futur lui révèlent.

## Synopsis
Sur Kaitain, capitale de l'Imperium, la princesse Irulan Corrino écrit dans son journal que Paul Atréides est peut-être encore en vie, tandis que son père, l’Empereur Padishah Shaddam IV, est moralement brisé après avoir favorisé la chute de la Maison Atréides en collaborant secrètement avec la Maison Harkonnen.
En route vers le sietch Tabr sur Arrakis, les Fremen menés par Stilgar, accompagnés de Paul et sa mère, dame Jessica, surmontent une embuscade Harkonnen. En atteignant le sietch, certains Fremen soupçonnent Jessica et Paul d'être des espions, bien que d'autres voient des signes de la prophétie Fremen selon laquelle une mère et son fils du « Monde extérieur » apporteront la prospérité à Arrakis et leur peuple.
Très vite, Stilgar informe dame Jessica que leur Révérende Mère du peuple Fremen est mourante et l'invite à la remplacer. Pour cela, elle doit boire l'« Eau de Vie », un poison mortel pour les hommes et pour toute femme non formée aux techniques du Bene Gesserit. Dame Jessica, enceinte, transmute le poison et survit, héritant alors des souvenirs de chaque ancêtre féminine de la lignée. L'Eau réveille également prématurément l'esprit de sa fille à naître, Alia, permettant à dame Jessica de communiquer avec elle. Toutes deux conviennent d'imposer Paul aux Fremen comme le messie qu'ils attendent, le « Lisan al-Gaib », en manipulant d'abord les plus faibles d'entre eux.
Chani et son amie Shishakli font partie des sceptiques qui ne croient pas en cette prophétie, implantée des siècles plus tôt par le Missionaria Protectiva du Bene Gesserit afin de venir en aide à toute Sœur se trouvant en difficulté sur ce monde. Mais lorsque Paul affirme ne pas chercher le pouvoir et vouloir seulement se battre à leurs côtés, vivre comme eux, Chani se radoucit. Elle est attirée par Paul, si différent de ses pairs et des autres étrangers. Exposé à l'Épice utilisée dans la nourriture Fremen, Paul a de plus en plus de visions de l'avenir, où il se voit responsable de milliards de morts.
Paul apprend à vivre comme les Fremen et à parler leur langue. Il devient un combattant Fedaykin respecté et même admiré en participant aux raids destructeurs sur les récolteurs d'Épice Harkonnen, ce qui lui vaut les noms de guerre « Usul » et « Muad'Dib ». Alors qu'un amour sincère naît entre Chani et Paul, celui-ci pense avoir trouvé sa place. Il participe au rite initiatique du chevauchement d'un ver des sables (appelé « Shai-Hulud » par les Fremen) et en sort victorieux. 
Mais alors que les Fremen perturbent la production d'Épice, le baron Vladimir Harkonnen, lassé de voir son neveu Glossu Rabban incapable de mettre un terme au mythe grandissant du Muad'Dib, décide de le remplacer à la tête d'Arrakis par son jeune frère, Feyd-Rautha, brillant et impitoyable. Auparavant, Margot Fenring, sœur du Bene Gesserit, est envoyée sur Giedi Prime, le repaire de la Maison Harkonnen, pour le soumettre au Gom Jabbar et pour avoir une relation charnelle avec lui afin de sécuriser ses gènes au cas où la lignée de Paul serait irrécupérable. La princesse Irulan s'offusque de ce choix de la Révérende Mère Gaius Helen Mohiam car Feyd-Rautha est un déséquilibré cruel. Margot Fenring le juge contrôlable et elle doit se soumettre à cette décision, étant elle-même une sœur du Bene Gesserit. Après un ébat sexuel partagé avec Feyd-Rautha, Fenring tombe enceinte de lui en ayant une fille, satisfaisant ainsi les espérances de Mohiam.
Sur Arrakis, Jessica voyage à dos de Shai-Hulud en direction du sud pour rallier des Fremen plus religieux et qualifiés par ceux du nord de fondamentalistes. Paul craint que ses visions d’une guerre sainte génocidaire ne se réalisent s’il se rend également dans le sud. Il ne suit pas sa mère et retrouve fortuitement Gurney Halleck, l'un des plus loyaux serviteurs de la Maison Atréides, lors d'un raid sur une moissonneuse d'Épice de contrebandiers. Paul apprend alors que Gurney Halleck s’est réfugié parmi les contrebandiers d'Arrakis après avoir survécu à la bataille d'Arrakeen. Il a aidé les Atréides ayant survécu à quitter Arrakis et a choisi de rester pour se venger de Rabban. Il incite ainsi le jeune Atréides à utiliser la ferveur des Fremen contre leurs ennemis et le mène à l'arsenal caché d'atomiques de la Maison Atréides, pour transformer leur guérilla en guerre diplomatique avec la dissuasion d'une destruction totale des champs d'Épice, indispensable au bon fonctionnement de l'Imperium.
Arrivé sur la planète Arrakis, Feyd-Rautha bombarde et détruit le sietch Tabr. Après l'attaque, il élimine Shishakli au lance-flamme. La destruction du sietch Tabr force les survivants à fuir vers le sud de la planète, dans le désert profond, ce à quoi Paul ne peut se résigner. Il utilise alors ses pouvoirs de prescience en dernier recours : il demande de l’aide à son « ami » Jamis (présent dans ses visions dans Dune, première partie). Jamis lui dit qu’un bon chasseur choisit toujours le point le plus haut pour chasser, ce qui convainc Paul de prendre le chemin du Sud. Il se rend dans le temple du sud à dos de Shai-Hulud pour boire à son tour l'Eau de Vie et tombe dans un coma. Arrivant à son tour dans le temple, Chani est horrifiée de voir Paul dans un état critique après avoir bu l'Eau de Vie et s'en prend verbalement à Jessica en lui reprochant d'avoir manipulé son propre fils.
Jessica utilise le pouvoir de la Voix en retour pour forcer Chani à aider son fils à sortir du coma. En suivant une ancienne prophétie, elle verse ses propres larmes dans la bouche de son amoureux. Mais il n'est plus le même : ses visions du passé et du futur deviennent totalement claires et complètes, il est révélé comme le Kwisatz Haderach. Il a une vision de sa sœur Alia adulte et découvre son lignage véritable : le baron Vladimir Harkonnen est en vérité son grand-père, Jessica étant sa fille cachée. En proie à la fureur de voir Paul prendre le chemin de la figure messianique, Chani lui adresse une gifle puis s'éloigne de lui.
Lors de leur conseil de guerre, les chefs des Fremen du sud ne permettent pas à Paul de s'exprimer. Stilgar lui propose de prendre sa vie et sa place dans le cercle, ce que Paul décline catégoriquement, refusant de supprimer son meilleur allié face aux guerres à venir. Il ne respecte pas l'usage et s'auto-proclame le Lisan al-Gaib, les subjugue par sa prescience surhumaine et devient leur leader incontesté. Il envoie une missive au nom de Muad'Dib, défiant l'empereur Shaddam qui n'a pas d'autre choix alors que de se rendre sur Arrakis avec sa suite (dont sa fille, la princesse Irulan, et son éminence grise la Révérende Mère Gaius Helen Mohiam) et son armada de Sardaukar, pour mettre un terme à cette insurrection. Dans les plaines d'Arrakis, Chani et Jessica se disputent au sujet de Paul, la première étant écœurée de ce qu'il est devenu et voulant se battre contre l'empereur uniquement pour sauver son peuple et la seconde étant satisfaite de voir son fils devenir une figure messianique.
Dès son arrivée sur Arrakis, l'empereur retrouve le baron Harkonnen et ses deux neveux à qui il demande des comptes. Le baron, qui a entretemps lancé un appel aux Grandes Maisons dans l'espoir de renverser la situation en sa faveur, est violemment puni et humilié devant la cour de l'empereur. Personne ne sait que Muad'Dib est en vérité Paul, présumé mort depuis la nuit du massacre de la maison Atréides.
Profitant d'une puissante tempête Coriolis, Paul utilise les atomiques de sa Maison contre le Bouclier, la barrière rocheuse qui protège la plaine d'Arrakeen, créant une brèche par laquelle les Fremen attaquent en chevauchant des vers des sables. Face à la puissance des Shai-Hulud et des escadrons de Fremen sortant du sable, les Sardaukar sont rapidement mis en déroute et l'empereur se retrouve assiégé malgré le soutien militaire de la Maison Harkonnen. Chani participe aux attaques sanglantes de son peuple contre les Sardaukar. Voyant ses troupes se faire anéantir, Rabban prend lâchement la fuite mais Gurney le rattrape et le poignarde mortellement au cou en dédiant sa mort au défunt Duc Leto Atréides et à tous les amis qu'il a perdus à cause de la Maison Harkonnen. Ayant remporté la bataille, Paul se retrouve enfin face à ses ennemis.
Dans la salle du trône impérial l'empereur et sa cour voient Muad'Dib s’avancer et achever le baron Harkonnen en lui plantant une lame dans la gorge. Dans ses derniers instants, Paul se rappelle de l’épreuve Gom Jabar du Bene Gesserit et lui dit « qu’il meurt comme un animal ». Il fait alors Shaddam, Irulan, Feyd-Rautha ainsi que tous les membres de la cour impériale prisonniers des Fremen. Pendant ce temps, les Sardaukar sont éliminés jusqu’au dernier et la dépouille du baron est jetée sans cérémonie aux créatures du désert d’Arrakis.
Dans la résidence ducale d’Arrakeen, Paul révèle alors sa véritable identité de vive voix : il est Paul Atréides, duc d’Arrakis. Il exige la main de la princesse Irulan pour des raisons politiques, à la surprise de Chani. Il ordonne également un duel avec l'empereur ou son champion. Pendant ce temps, la flotte des Grandes Maisons arrivent en orbite. Paul les fait informer que s'ils interviennent dans le conflit, il fera détruire les réserves d'épices d'Arrakis avec les atomiques. Feyd-Rautha se dévoue comme le champion de l'empereur. Il s'ensuit un duel à la lame entre les deux cousins.
Dans le combat, Feyd-Rautha blesse Paul en le poignardant au torse mais ce dernier parvient finalement à le tuer en lui plantant sa propre lame dans la poitrine. Irulan consent à épouser Paul en échange de la vie de son père tandis qu'un Shaddam humilié s'agenouille devant lui et baise l'anneau ducal des Atréides. Chani, révoltée par la décision de Paul d'épouser Irulan, quitte la salle du trône. Au-dessus d'Arrakis, les Grandes Maisons refusent de reconnaître Paul comme le nouvel empereur. Il ordonne alors aux Fremen menés par Stilgar d'attaquer la flotte en orbite avec les vaisseaux impériaux. Tandis que Jessica observe de loin le décollage des vaisseaux, Alia, toujours dans le ventre de sa mère, lui demande ce qu’il se passe. Jessica lui dit que la guerre sainte est en train de commencer. De son côté, Chani, le cœur brisé face à la trahison de Paul, repart seule dans le désert et s'apprête à chevaucher un ver des sables.

## Fiche technique
Sauf indication contraire, les informations mentionnées dans cette section peuvent être confirmées par les bases de données cinématographiques IMDb et Allociné,  présentes dans la section « Liens externes ».
- Titre original : Dune: Part Two
- Titre français : Dune, deuxième partie[1]
- Réalisation : Denis Villeneuve
- Scénario : Jon Spaihts et Denis Villeneuve, avec la collaboration de Craig Mazin[2], d'après le roman Dune de Frank Herbert
- Musique : Hans Zimmer
- Direction artistique : Andrew Ackland-Snow, Frédéric Berthiaume-Gabbino, Tom Brown, Miklós Hatvani-Deàk, Karim Kheir, Félix Larivière-Charron, Philippe Lord, Tibor Lázár, Adorjan Portik et Veronika Toldi
- Décors : Zsuzsanna Sipos et Shane Vieau
- Costumes : Jacqueline West
- Photographie : Greig Fraser
- Son : Ron Bartlett, John Chamberlin, Richard King, Tristan Radajewski
- Montage : Joe Walker
- Production : Cale Boyter, Tanya Lapointe, Patrick McCormick, Mary Parent et Denis Villeneuve
  - Production (Jordanie) : Diala Al Raie et Fuad Khalil
  - Production (Abou Dabi) : Amanda Confavreux et Robbie McAree
  - Production déléguée : Herbert W. Gains, Joshua Grode, John Harrison, Brian Herbert, Kim Herbert, Byron Merritt, Richard P. Rubinstein, Jon Spaihts et Thomas Tull
  - Production déléguée (Italie) : Gianluca Leurini
  - Production associée : Trevor Bagge
  - Coproduction : Kevin J. Anderson, Jessica Derhammer, James Grant, Toby Hefferman et Brice Parker
- Sociétés de production :
  - États-Unis : Legendary Entertainment, présenté par Warner Bros.
  - Canada : Villeneuve Films
  - Italie : Eagle Pictures
  - Hongrie : Origo Film Studio
  - Abou Dabi : Ubisoft Abu Dhabi
  - Gambie : FGM
  - Jordanie : avec la participation de la Commission royale du cinéma
  - Nouvelle-Zélande : avec la participation de la Commission du cinéma néo-zélandais
- Sociétés de distribution : Warner Bros. et Warner Bros. Pictures
- Pays de production :  États-Unis,  Canada
- Langue originale : anglais
- Budget : 190 millions de $[3]
- Format[4] : couleur — DCP— 2,39:1 — son Dolby Surround 7.1 / Dolby Atmos / 12-Track Digital Sound / IMAX 6-Track / Dolby Digital / Auro 11.1 / Sonics-DDP / DTS (DTS: X)
- Genre : science-fiction, action, aventure, drame
- Durée : 166 minutes
- Dates de sortie[5] :
  - Mexique : 6 février 2024 (Auditorio Nacional)
  - France, Belgique, Suisse romande : 28 février 2024[6],[7],[8]
  - États-Unis, Canada, Québec : 1er mars 2024[1]
- Classification[9] :
  - États-Unis : accord parental recommandé, film déconseillé aux moins de 13 ans (PG-13 - Parents Strongly Cautioned)[N 1]
  - Canada : certaines scènes peuvent heurter les enfants - accord parental souhaitable (PG - Parental Guidance)
  - Québec : tous publics - déconseillé aux jeunes enfants (G - General Rating)[1]
  - France : tous publics avec avertissement[10],[N 2]
  - Belgique : potentiellement préjudiciable jusqu'à 12 ans (Mogelijk schadelijk voor kinderen onder de 12 jaar)[7],[11]
  - Suisse romande : interdit aux moins de 12 ans[12]

## Distribution
- Timothée Chalamet (VF : Gauthier Battoue ; VQ : Xavier Dolan) : Paul « Muad'Dib » Atréides
- Zendaya (VF : Victoria Grosbois ; VQ : Célia Gouin-Arsenault) : Chani
- Rebecca Ferguson (VF : Laura Blanc ; VQ : Laurence Dauphinais) : Dame Jessica
- Javier Bardem (VF : Jérémie Covillault ; VQ : Sylvain Hétu) : Stilgar
- Josh Brolin (VF : Philippe Vincent ; VQ : Pierre Auger) : Gurney Halleck
- Austin Butler (VF : Marc Arnaud ; VQ : Frédéric Millaire-Zouvi) : Feyd-Rautha Harkonnen
- Florence Pugh (VF : Kelly Marot ; VQ : Catherine Brunet) : Princesse Irulan Corrino
- Stellan Skarsgård (VF : Gabriel Le Doze ; VQ : Normand D'Amour) : Baron Vladimir Harkonnen
- David Bautista (VF : Serge Biavan ; VQ : Pierre-Étienne Rouillard) : Rabban « la Bête » Harkonnen
- Christopher Walken (VF : Jean-Pierre Leroux ; VQ : Éric Gaudry) : Empereur Shaddam IV Corrino
- Léa Seydoux (VF : elle-même ; VQ : elle-même) : Dame Margot Fenring
- Souheila Yacoub (VF : elle-même) : Shishakli
- Charlotte Rampling (VF : elle-même ; VQ : elle-même) : Révérende Mère Gaius Helen Mohiam
- Roger Yuan : Lanville
- Babs Olusanmokun (VF : Namakan Koné ; VQ : Fayolle Jean Jr.) : Jamis
- Alison Halstead (VF : Virginie Emane) : gardienne créatrice
- Giusi Merli : Révérende Mère Ramallo
- Anya Taylor-Joy (VF : Lutèce Ragueneau) : Alia Atréides
- Stephen Henderson : Thufir Hawat (scènes coupées)[13]
- Tim Blake Nelson : rôle inconnu (scènes coupées)[13]

 Source et légende : version française (VF) sur RS Doublage[source insuffisante]

## Production

### Genèse et développement
Depuis la genèse du projet du film Dune, il est question d'adapter le roman Dune de Frank Herbert en deux films. Le 26 octobre 2021, Legendary Pictures et Warner Bros. annoncent que la sortie du second long métrage est prévue en octobre 2023. Denis Villeneuve explique au moment de la sortie de son film et à propos de son éventuelle suite : « Si jamais il y a de l'enthousiasme et que le film passe au vert le plus tôt possible, je dirais que je serais prêt à tourner en 2022, c'est sûr. J'adorerais parce que je suis déjà prêt, je veux le porter à l'écran dès que possible. »,

### Attribution des rôles
La plupart des acteurs principaux du premier film sont ici de retour. En avril 2022, la distribution s'étoffe avec les nouveaux venus Florence Pugh et Austin Butler, dans les rôles respectifs de la princesse Irulan et Feyd-Rautha. En mai, Christopher Walken est confirmé pour incarner l'empereur Shaddam IV Corrino. En juin, Léa Seydoux est annoncée dans le rôle de Lady Margot Fenring,.
En janvier 2023, Tim Blake Nelson est annoncé dans un rôle non précisé. Il sera finalement coupé au montage (tout comme Stephen Henderson dans le rôle de Thufir Hawat).
Quelques semaines avant la sortie mondiale du film, lors de l'avant-première londonienne, l'actrice Anya Taylor-Joy déclare qu'elle apparaît brièvement dans le film dans le rôle d'un personnage majeur non dévoilé au public.

### Tournage

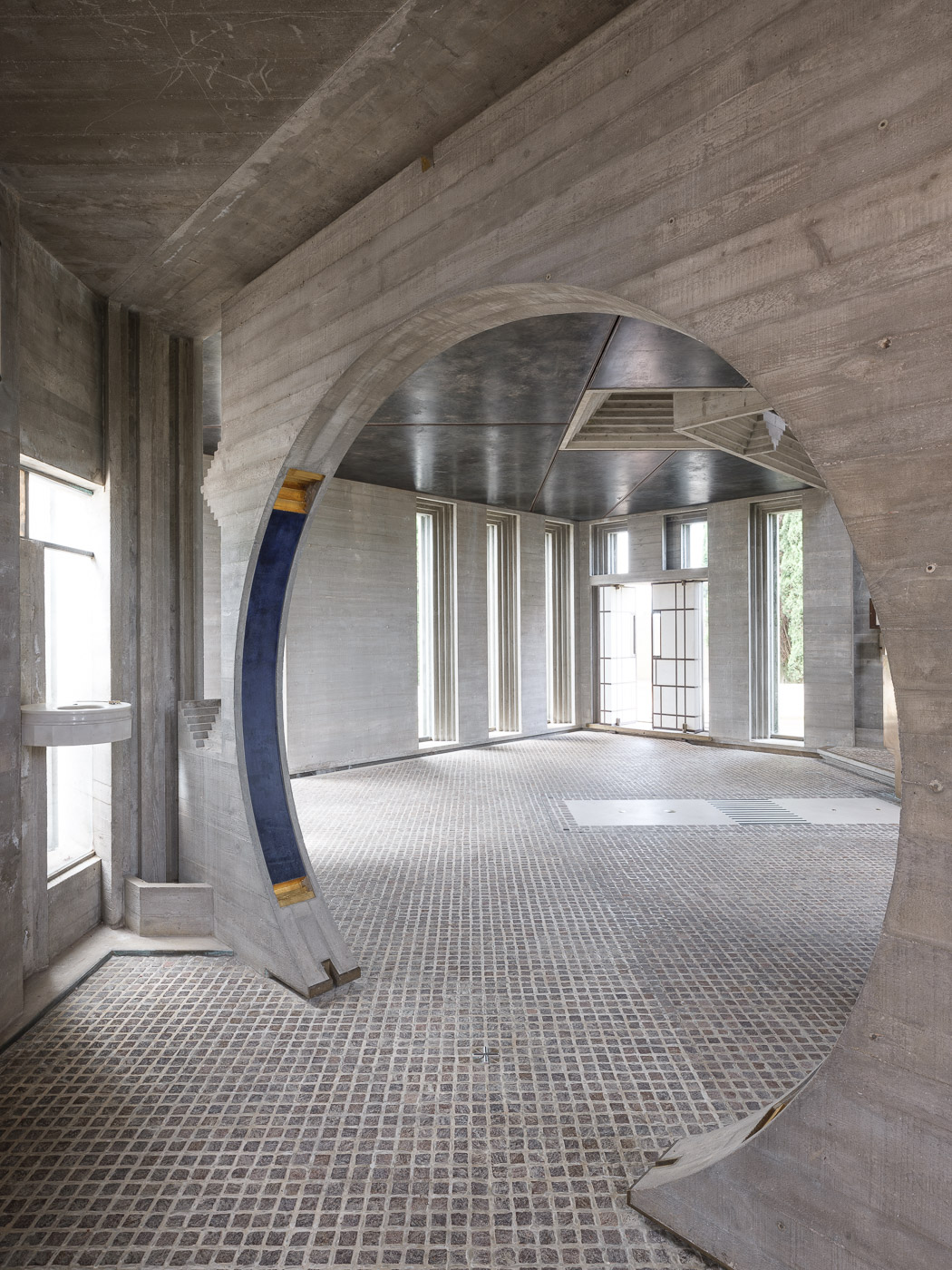
La tombe Brion, en Italie, utilisée pour figurer les appartements de la princesse Irulan.

Le tournage débute le 4 juillet 2022 à Altivole et à la tombe Brion, en Italie, pendant deux jours. Le tournage principal devait commencer le 21 juillet à Budapest, en Hongrie, mais a commencé plus tôt, le 18 juillet,.
En novembre 2022, les prises de vues se déroulent à Abou Dabi, aux Émirats arabes unis, avant que le tournage ne se termine le 12 décembre 2022.

## Sortie et accueil

### Dates de sortie
Le film devait initialement sortir le 20 octobre 2023 dans les salles américaines. Cependant, en juin 2022, on annonce que la sortie américaine est décalée au 17 novembre 2023. En France, la sortie était prévue pour le 15 novembre 2023.
Warner Bros. change de nouveau la date de sortie en octobre 2022 : le 3 novembre 2023 pour les États-Unis et en France le 1er novembre 2023.
Le 25 août 2023, Warner Bros. annonce un nouveau report de la date de sortie du film au 15 mars 2024 aux États-Unis et au 13 mars 2024 en France. Ce changement fait suite à la grève des scénaristes de la WGA et à celle des actrices et acteurs de la SAG-AFTRA, qui n'ont pas le droit d'accorder d'interviews durant cette période[pas clair].
Cependant, la sortie du film est finalement avancée de deux semaines, au 1er mars 2024 aux États-Unis et au 28 février 2024 en France, avec des avant-premières le 27 février 2024 dans certaines salles françaises.
La première mondiale a lieu à l'Auditorio Nacional à Mexico le 6 février 2024.

### Accueil critique
Sur le site agrégateur de critiques Rotten Tomatoes, le film obtient un score de 93 % d'avis positifs, sur la base de 347 critiques collectées ; le consensus du site indique : « Visuellement excitant et narrativement épique, Dune: Deuxième Partie continue l'adaptation de la série de science-fiction adulée de Denis Villeneuve sous une forme spectaculaire. » Sur le site Metacritic le film obtient une note moyenne pondérée de 79 sur 100, sur la base de 62 critiques collectées.

### Box-office
Lors de sa première semaine d'exploitation, Dune, deuxième partie bat tous les scores posés par le premier opus : aux États-Unis, il amasse 81,5 millions de dollars lors de son premier week-end d'exploitation, loin devant Bob Marley: One Love qui cumule 7,5 millions de dollars sur la même période. En France, après cinq jours d’exploitation, le film compte 1,13 million de spectateurs dans les 994 salles, pour un chiffre de 878 000 spectateurs sur la même période pour le premier film, et constituant le meilleur démarrage en salles depuis Barbie en juillet 2023.
| Pays ou région    | Box-office        | Date d'arrêt du box-office | Nombre de semaines |
| ----------------- | ----------------- | -------------------------- | ------------------ |
| États-Unis Canada | 282 144 358 $     | 16 mai 2024                | 11                 |
| France            | 4 203 382 entrées | 16 mai 2024                | 11                 |
| Total mondial     | 714 444 358 $     | 16 mai 2024                | 11                 |

## Distinctions
Source : Internet Movie Database

### Récompenses
- Golden Trailer Awards 2024 :
  - Meilleur film d'aventure fantastique
  - Meilleure musique originale
- Oscars 2025 :
  - Meilleur mixage de son
  - Meilleurs effets visuels
- Prix Nebula 2024 :
  - Prix Ray-Bradbury pour la meilleure approche dramatique pour Jon Spaihts et Denis Villeneuve

### Nominations
- Golden Trailer Awards 2023 : prix Don LaFontaine de la meilleure voix off
- Hollywood Critics Association Midseason Awards 2023 : film le plus attendu
- Golden Trailer Awards 2024 : meilleur montage son
- Golden Globes 2025 : 
  - Meilleur film dramatique
  - Meilleure musique de film
- Oscars 2025 :
  - Meilleur film
  - Meilleurs décors
  - Meilleure photographie

## Éditions en vidéo
En France, le film Dune : Deuxième partie sort en VOD le 27 juin 2024. Par la suite, le film sort en DVD, Blu-ray, ainsi qu'une édition limitée SteelBook 4K Ultra HD + Blu-ray, le 10 juillet 2024.